# Luna (banda)
Luna é uma banda norte-americana de dream pop/indie pop formada em 1991 pelo vocalista/guitarrista Dean Wareham após o rompimento da banda Galaxie 500. Descrita pela revista Rolling Stone como "a melhor banda que você nunca ouviu falar", Luna combina um trabalho intricado de guitarra, ritmos de rock tradicionais e letras poéticas.
A primeira formação da banda também incluiu o baterista Stanley Demeski e o baixista Justin Harwood (Demeski anteriormente era membro do The Feelies e Harwood da banda neozelandesa The Chills). A formação original se expandiu com a entrada do guitarrista Sean Eden para o segundo álbum da banda, Bewitched, de 1994. Lee Wall substituiu Demeski na bateria durante o álbum Pup Tent, de 1997, e Britta Phillips da banda The Belltower (também conhecida como a voz cantante da protagonista da série de animação Jem na versão original) se juntou à banda quando o baixista Justin Harwood saiu em 2000. Phillips e Wareham se envolveram romanticamente e acabaram se casando em 2007.

## História
Em 1991, após a turnê americana do Galaxie 500 abrindo para o Cocteau Twins, Dean Wareham, comunicou aos seus companheiros de banda Damon Krukowski e Naomi Yang que ele iria deixar a banda. Wareham, em seguida, assinou um acordo com a Elektra Records e gravou algumas faixas com o baterista do Mercury Rev, Jimmy Chambers. Algumas dessas gravações foram lançadas mais tarde no single "Anesthesia" na gravadora  No.6 Records nos EUA e a gravadora Mint Tea no Reino Unido sob o nome de "Dean Wareham".
O vice-presidente de A&R da Elektra, Terry Tolkin, ficou impressionado, Wareham assinou um contrato com a gravadora e começou a montar uma banda. Ele primeiro contratou Justin Harwood, o qual conheceu enquanto Harwood estava tocando com o The Chills, e então eles recrutaram o ex-baterista do Ultra Vivid Scene, Byron Guthrie. O trio gravou demos (produzido por Dave Fridmann) e tocou em uma série de encontros ao vivo com o guitarrista Grasshopper do Mercury Rev. Guthrie foi substituído pelo ex-baterista do The Feelies, Stanley Demeski, e esta foi formação  que gravou o primeiro álbum, Lunapark, produzido por Fred Maher e lançado pela Elektra sob o nome de Luna² para evitar confusão com um músico de new-age conhecido como "Luna". (Mais tarde, foi alcançado um acordo que permitiu a banda usar o nome Luna).
Logo após o lançamento de Lunapark, a banda colocou um anúncio no jornal The Village Voice para encontrar um guitarrista, e o canadense, ex-estudante do teatro, Sean Eden foi recrutado. O novo quarteto gravou algumas versões cover que posteriormente viriam a se tornar o EP Slide e, em seguida, realizaram uma turnê pelos EUA. Em meados de 1993, a banda abriu os shows do Velvet Underground em sua turnê europeia e, logo após, gravaram o seu segundo álbum. Bewitched foi gravado em Nova Iorque e co-produzido pela banda junto com Victor Van Vugt. O guitarrista do Velvet Underground, Sterling Morrison, tocou guitarra em duas faixas. O álbum foi lançado em 1994.
Em 1995, a banda entrou no estúdio Sorcerer Sound em Nova Iorque, com o produtor Pat McCarthy e o engenheiro de som Mario Salvati, para gravar seu terceiro álbum, Penthouse. O álbum contou com o guitarrista do Television, Tom Verlaine, nas faixas "Moon Palace" e "23 Minutes In Brussels." O álbum foi lançado em agosto de 1995 com aclamação da crítica, como a Rolling Stone, que o listou como um dos álbuns essenciais dos anos 90. O álbum incluía um cover da canção "Bonnie e Clyde", de Serge Gainsbourg, como uma faixa escondida. o cover era um dueto entre Lætitia Sadier, da banda Stereolab, e Dean Wareham. O álbum por Pup Tent, lançado em 1997.
Em 1999, a banda gravou The Days of Our Nights pela Elektra, mas a gravadora recusou o álbum por ser "comercialmente inviável" e rompeu com a banda. O álbum foi finalmente lançado pela Jericho Records nos EUA. Antes do lançamento do álbum, Justin Harwood deixou a banda e foi substituído por Britta Phillips. Phillips e Wareham iniciaram um relacionamento amoroso, levando Wareham ao divórcio; o novo casal acabou se casando.
Após o lançamento dos álbuns Luna Live (2001), Romantica (2002) e Rendezvous (2004) com a sua nova formação, Luna anunciou sua turnê final (na época), desfazendo-se depois de um show no Bowery Ballroom , em 27 de fevereiro de 2005.
Dean Wareham e Britta Phillips continuaram com a dupla Dean & Britta, inicialmente formada em 2003. 
Em 2012, Sean Eden se juntou a Dean & Britta em uma performance única no Shine a Light Festival, no Brooklyn, apresentando um pequeno set de músicas do Luna.
Em 2014, Dean Wareham anunciou via Twitter que o Luna iria se reunir para uma turnê pela Espanha em 2015, continuando por shows nos EUA.
Em 2017, Luna anunciou dois novos lançamentos: um LP de covers, A Sentimental Education, e um EP  com seis músicas instrumentais originais, A Place Of Greater Safety, com uma turnê pela Espanha em outubro e uma turnê Norte-Americana em novembro de 2017.

## Membros

### Formação atual
- Dean Wareham - vocais, guitarra
- Sean Eden - guitarra
- Britta Phillips - baixo
- Lee Wall - percussão

### Ex-integrantes
- Justin Harwood - baixo
- Stanley Demeski - percussão
- Byron Guthrie - percussão

## Discografia

### Álbuns
- Lunapark (1992)
- Bewitched (1994)
- Penthouse (1995)
- Pup Tent (1997)
- The Days of Our Nights (1999)
- Luna Live (Álbum ao vivo) (2001)
- Romantica (2002)
- Rendezvous (2004)
- Best of Luna (2006)
- A Sentimental Education (2017)
- Lunafied (Disponível como download e disco bônus na coletânea Best of Luna)

### EPs
- Slide (1993)
- EP (1996)
- EP (1997) (versão Australiana, consistindo principalmente de performances ao vivo de músicas do álbum Pup Tent)
- Close Cover Before Striking (2002)
- A Place Of Greater Safety (2017).

### Singles
- This Time Around
- Chinatown  (Radio Edit)/Chinatown (Versão Do Álbum) (1995)
- Hedgehog/23 Minutes in Brussels/No Regrets/Happy New Year (1995)
- Bonnie & Clyde (Bonnie Parker Version)/Chinatown/Thank You for Sending Me an Angel/Bonnie & Clyde (Clyde Barrow Version) (1995)
- Bonnie & Clyde/Chinatown (1995)
- Season of the Witch (Edit) (1996)
- Season of the Witch/Indian Summer/Lost in Space/23 Minutes in Brussels (1996)
- Bobby Peru (Radio Edit)/Audio Biography (1997)
- IHOP/Fuzzy Wuzzy/Words without Wrinkles (1997)
- Bobby Peru/In the Flesh/Beggar's Bliss (Demo)/Bob le Flambeur (1997)
- Hedgehog/23 Minutes in Brussels (1997)
- Beautiful View/Bobby Peru(EUA Radio Edit)/California (ao Vivo) (1998)
- Superfreaky Memories/Neon Lights/The Bad Vibe Merchant (1999)
- Lovedust/Black Postcards/Only Women Bleed (2002)
- Speedbumps/Astronaut/Eyes in my Smoke (2004)

### DVDs
- Tell Me Do You Miss Me (2006)